# Cais da Silveira

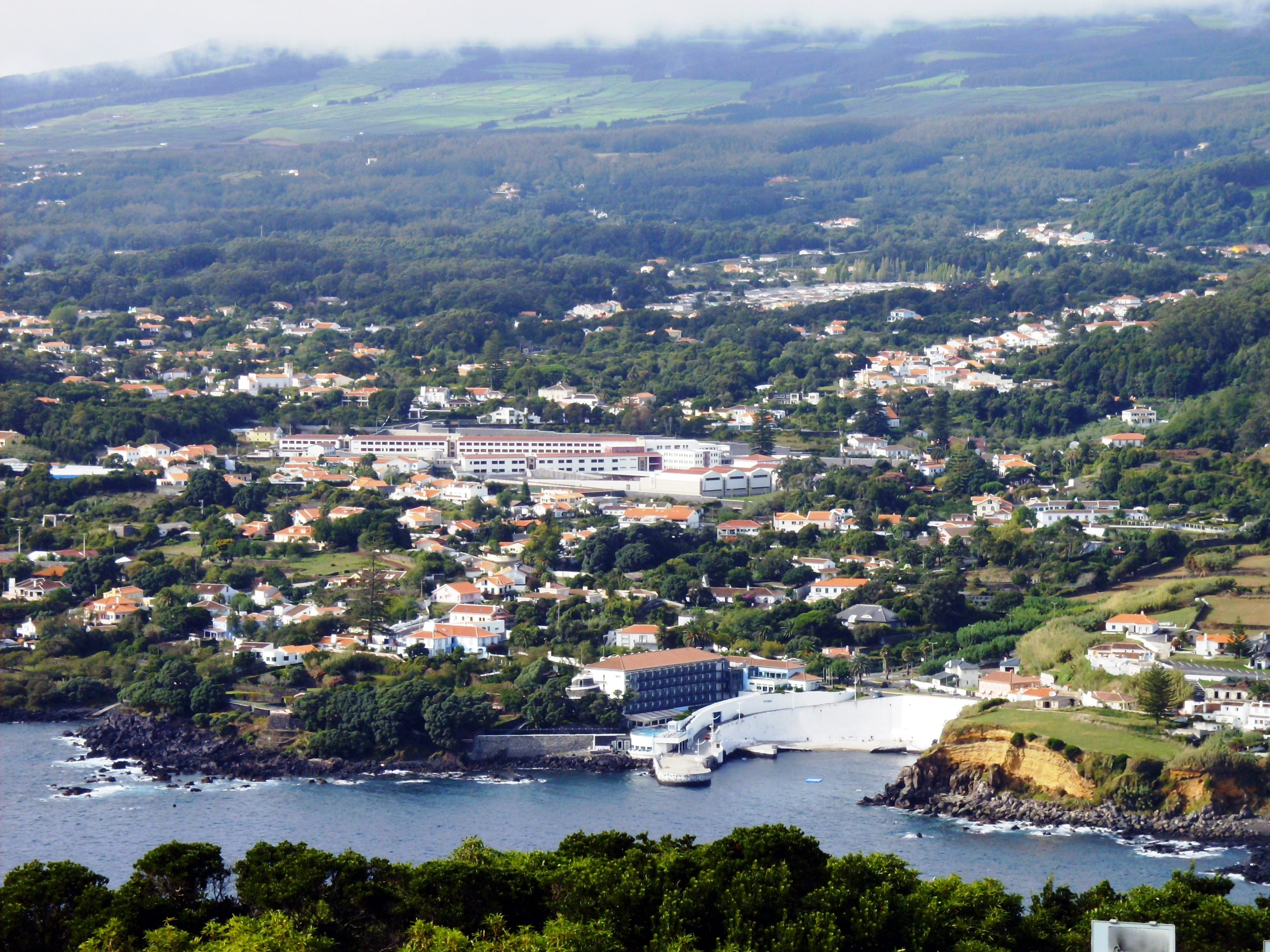
Praia da Silveira, Angra do Heroísmo.

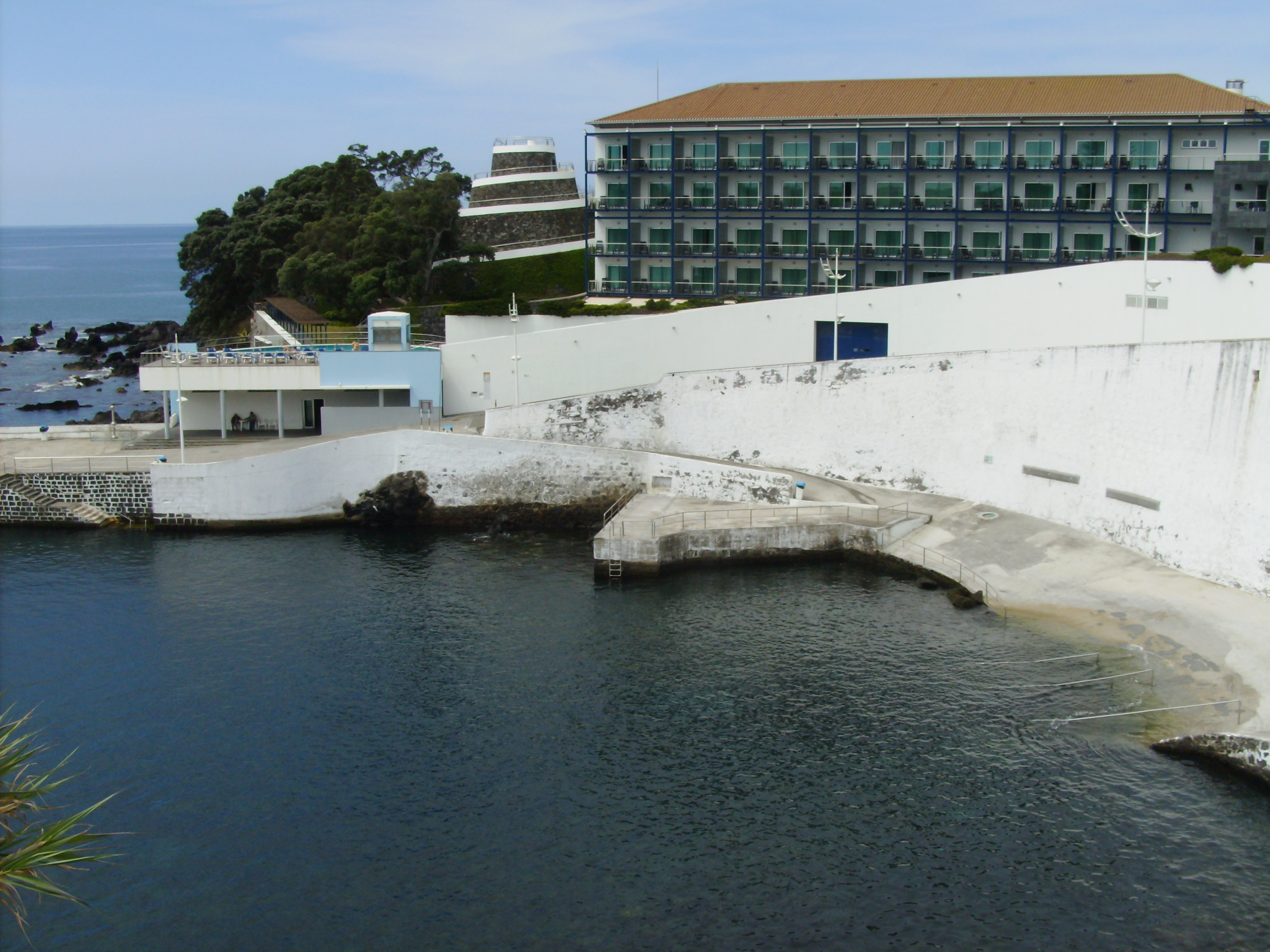
Praia da Silveira, Angra do Heroísmo.

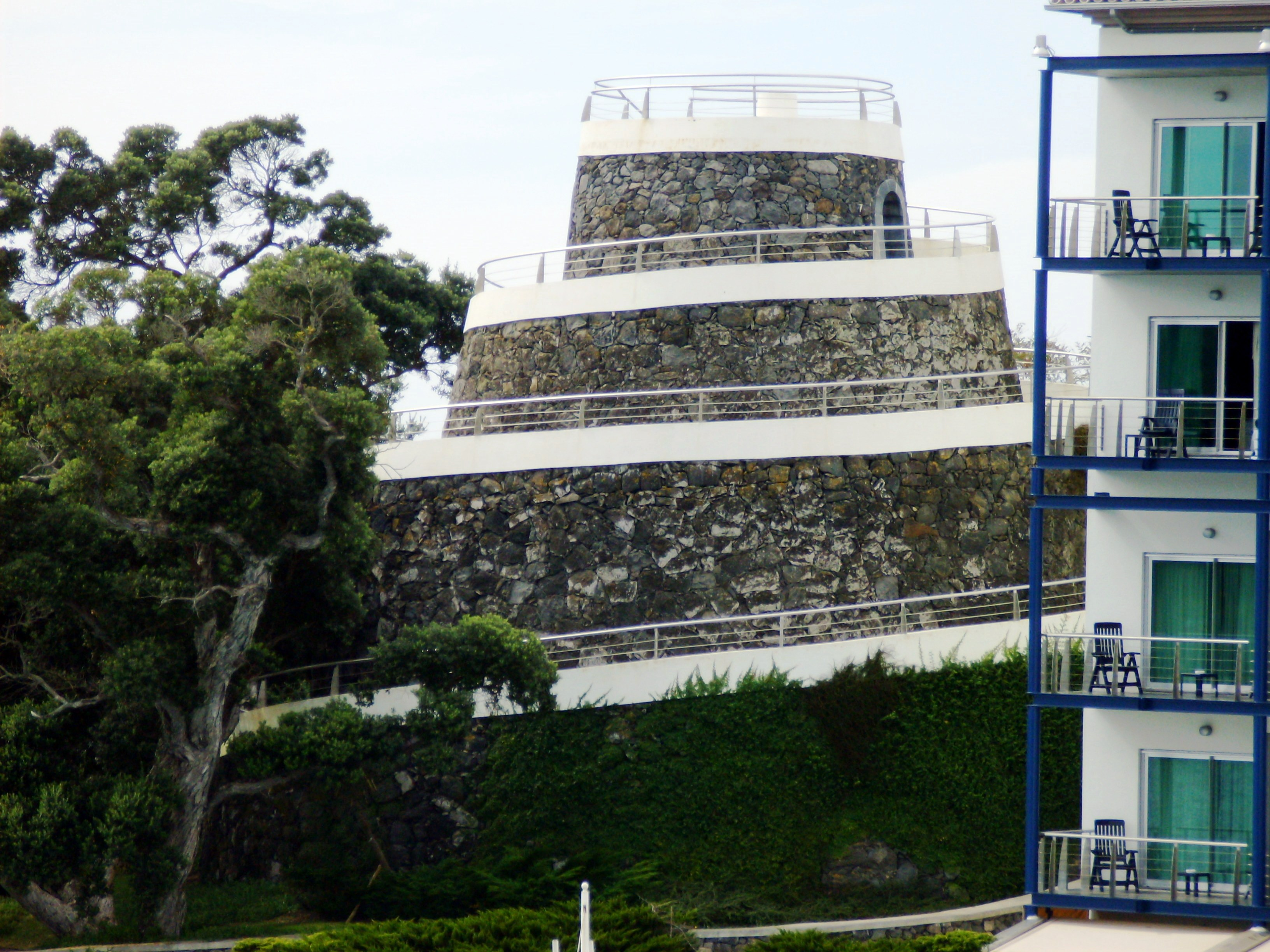
Praia da Silveira, Angra do Heroísmo: detalhe do "Caracol".

O Cais da Silveira, actualmente designado Zona Balnear da Silveira, localiza-se na baía do Fanal, na freguesia de São Pedro, na cidade e no município de Angra do Heroísmo, ao Sul da Ilha Terceira, nos Açores.
Constituía-se em um antigo porto de pesca abrigado em um recorte da costa formado por arribas bastante altas, constituídas por rocha basáltica coberta por tufo vulcânico proveniente da erupção do vulcão que deu origem ao Monte Brasil, que lhe é fronteiro.
Atualmente constitui-se numa das principais zonas balneares da cidade.
Numa das suas extremidades ergue-se o chamado "Caracol", estrutura com a função de miradouro e torre de observação, e que, nos Açores, é conhecida como "Torreão". Este tipo de edificação, no arquipélago, destinava-se à vigia das embarcações que se aproximavam da costa, como por exemplo à época do "ciclo da laranja", permitindo aos agricultores locais colher os frutos e encaminhá-los ao porto atempadamente para embarque.
Do alto do "Caracol", pertencente atualmente ao "Hotel do Caracol", avista-se não apenas a baía do Fanal e o Monte Brasil, mas também o Cais da Figueirinha e as muralhas da Fortaleza de São João Baptista.
O Cais da Silveira é também uma das linhas de intersecção da Zona Classificada da cidade de Angra do Heroísmo, conforme o Decreto da Assembleia Legislativa Regional, que a decretou, nos termos da alínea c) do nº 1 do artigo 227.º da Constituição, da alínea e) do n.º 1 do artigo 31º do Estatuto Político-Administrativo e da Lei n.º 107/2001, de 8 de Setembro.